# Valentijn Jeukendrup
Valentijn Jeukendrup (Velp, 29 maart 2009) is een Nederlands cellist. In 2022 en 2024 won hij de nationale finale van het Klassiek Concours van het Prinses Christina Concours. Hij ontving de prijs uit handen van prinses Margriet. In 2022 won hij bij de Regiofinale van het Prinses Christina Concours ook de ABN AMRO MeesPierson prijs.

## Biografie
Valentijn Jeukendrup is een jongere broer van violist Julian Jeukendrup en zit op het Stedelijk Gymnasium Arnhem. Sinds 2021 volgt hij de vooropleiding Academie voor Muzikaal Talent in Utrecht. Jeukendrup speelt sinds zijn zevende cello.

## Prijzen[1]
- Eerste plaats nationale finale het Prinses Christina Klassiek Concours 2024
- Eerste plaats de International Gustav Mahler Prize Cello Competition 2023
- Eerste plaats nationale finale het Prinses Christina Klassiek Concours 2022
- Eerste plaats het Britten Celloconcours 2021